# ブッシャー
ブッシャー（Busher、1942年 - 1955年）はアメリカ合衆国の競走馬。牝馬ながら男勝りの活躍で、1945年の最優秀3歳牝馬および年度代表馬に選出された。後年にはアメリカ競馬殿堂に選出され、1999年にはブラッド・ホース誌の選ぶ20世紀のアメリカ名馬100選において第40位に選ばれている。

## 戦績
ブッシャーは父にウォーアドミラル、祖母に名牝ラトロワンヌを持つ良血馬であった。1944年5月にデビューしたブッシャーは初戦を難なく勝ち上がると、アディロンダックハンデキャップ、メイトロンステークスを制し、2歳最終戦となったセリマステークスではギャロレット以下を破って、この年の最優秀2歳馬に選出された。
3歳時は第二次世界大戦の影響を受け、5月末からの始動となった。牝馬限定のサンタスザンナハンデキャップを7馬身差で圧勝したあとは牡馬戦線へ矛先を向け、1番人気のサンタアニタダービーこそバイアミーボンドから半馬身差の2着に敗れたが、古馬相手のアーリントンハンデキャップでは4馬身1/2差をつけて2着以下を完封した。
そして9月のワシントンパークハンデキャップはブッシャーの生涯でも最高の勝利となる。1歳年上のアームドより4ポンド重いハンデを背負いながら、ダート10ハロンを2分1秒8のレコードで、アームドに1馬身1/2差をつけて快勝したのである。さらにハリウッドダービーでも同世代の牡馬を一蹴する男勝りの活躍で、この年13戦10勝2着2回。最優秀3歳牝馬部門の選出はもちろんのこと、3歳牝馬にして年度代表馬を受賞した。
だが、シーズンの暮れに足に腫れ物ができて一年以上の休養を余儀なくされる。5歳になって復帰するも、結果は5着でこの競走を最後に引退した。獲得賞金33万4035ドルは当時の牝馬の獲得額レコード記録だった。

## 引退後
1948年にメインチャンスファームで繁殖入りし、5頭の仔を産んでいる。競走馬として出走できたのはそのうちの1頭ジェットアクション（父ジェットパイロット）のみであったが、同馬はウィザーズステークス勝ちなどで11勝を挙げてそれなりに活躍した。
1955年、メインチャンスファームで死亡。13歳であった。

## 評価

### 主な勝鞍
- 1944年 - アディロンダックハンデキャップ、メイトロンステークス、セリマステークス
- 1945年 - サンタスザンナハンデキャップ、サンヴィンセントステークス、サンタマルガリータハンデキャップ、クレオパトラハンデキャップ、アーリントンハンデキャップ、マッチレース（対Durazna）、ワシントンパークハンデキャップ、ハリウッドダービー、ヴァニティーハンデキャップ

### 年度代表馬
- 1944年 - 最優秀2歳牝馬
- 1945年 - 最優秀3歳牝馬、最優秀ハンデキャップ牝馬、年度代表馬

### 表彰
- 1964年 - アメリカ競馬名誉の殿堂博物館に殿堂馬として選定される。
- 1978年 - アケダクト競馬場にブッシャーステークス (G3) が創設される。
- 1999年 - ブラッド・ホース誌の選ぶ20世紀のアメリカ名馬100選において、第40位に選出される。

## 血統表
| ブッシャーの血統（マンノウォー系 / Sweep 3x4=18.75%） | ブッシャーの血統（マンノウォー系 / Sweep 3x4=18.75%） | ブッシャーの血統（マンノウォー系 / Sweep 3x4=18.75%） | （血統表の出典）                 | （血統表の出典）  |
| 父 War Admiral 1934 黒鹿毛 アメリカ                   | 父の父Man O' War 1917 栗毛 アメリカ                   | Fair Play                                             | Hastings                         | Hastings          |
| 父 War Admiral 1934 黒鹿毛 アメリカ                   | 父の父Man O' War 1917 栗毛 アメリカ                   | Fair Play                                             | Fairy Gold                       |                   |
| 父 War Admiral 1934 黒鹿毛 アメリカ                   | 父の父Man O' War 1917 栗毛 アメリカ                   | Mahubah                                               | Rock Sand                        | Rock Sand         |
| 父 War Admiral 1934 黒鹿毛 アメリカ                   | 父の父Man O' War 1917 栗毛 アメリカ                   | Mahubah                                               | Merry Token                      |                   |
| 父 War Admiral 1934 黒鹿毛 アメリカ                   | 父の母Brushup 1929 鹿毛 アメリカ                      | Sweep                                                 | Ben Brush                        | Ben Brush         |
| 父 War Admiral 1934 黒鹿毛 アメリカ                   | 父の母Brushup 1929 鹿毛 アメリカ                      | Sweep                                                 | Pink Domino                      |                   |
| 父 War Admiral 1934 黒鹿毛 アメリカ                   | 父の母Brushup 1929 鹿毛 アメリカ                      | Annette K.                                            | Harry of Hereford                | Harry of Hereford |
| 父 War Admiral 1934 黒鹿毛 アメリカ                   | 父の母Brushup 1929 鹿毛 アメリカ                      | Annette K.                                            | Bathing Girl                     |                   |
| 母 Baby League 1935 鹿毛 アメリカ                     | 母の父Bubbling Over 1923 栗毛 アメリカ                | North Star                                            | Sunstar                          | Sunstar           |
| 母 Baby League 1935 鹿毛 アメリカ                     | 母の父Bubbling Over 1923 栗毛 アメリカ                | North Star                                            | Angelic                          |                   |
| 母 Baby League 1935 鹿毛 アメリカ                     | 母の父Bubbling Over 1923 栗毛 アメリカ                | Beaming Beauty                                        | Sweep                            | Sweep             |
| 母 Baby League 1935 鹿毛 アメリカ                     | 母の父Bubbling Over 1923 栗毛 アメリカ                | Beaming Beauty                                        | Bellisario                       |                   |
| 母 Baby League 1935 鹿毛 アメリカ                     | 母の母La Troienne 1926 鹿毛 フランス                  | Teddy                                                 | Ajax                             | Ajax              |
| 母 Baby League 1935 鹿毛 アメリカ                     | 母の母La Troienne 1926 鹿毛 フランス                  | Teddy                                                 | Rondeau                          |                   |
| 母 Baby League 1935 鹿毛 アメリカ                     | 母の母La Troienne 1926 鹿毛 フランス                  | Helene De Troie                                       | Helicon                          | Helicon           |
| 母 Baby League 1935 鹿毛 アメリカ                     | 母の母La Troienne 1926 鹿毛 フランス                  | Helene De Troie                                       | Lady of Pedigree F-No.1-x（1-s） |                   |